# Hudson (Iowa)
Hudson is een plaats (city) in de Amerikaanse staat Iowa, en valt bestuurlijk gezien onder Black Hawk County.

## Demografie
Bij de volkstelling in 2000 werd het aantal inwoners vastgesteld op 2117. In 2006 is het aantal inwoners door het United States Census Bureau geschat op 2139, een stijging van 22 (1,0%).

## Geografie
Volgens het United States Census Bureau beslaat de plaats een oppervlakte van 19,9 km², geheel bestaande uit land. Hudson ligt op ongeveer 292 m boven zeeniveau.

## Plaatsen in de nabije omgeving
De onderstaande figuur toont nabijgelegen plaatsen in een straal van 16 km rond Hudson.